# Hohenstein, Thüringen
Hohenstein är en kommun i Landkreis Nordhausen i förbundslandet Thüringen i Tyskland.